# 去りゆく日に
『去りゆく日に』（さりゆくひに）は、高村薫による日本の短編小説。1993年に刊行された短編小説集『地を這う虫』に収録されている。
定年直前の刑事の、最後の事件捜査を描く。1995年と2009年にテレビドラマ化された。

## テレビドラマ

### 1995年版
1995年4月15日に、テレビ朝日系列の『土曜ワイド劇場』にて「江戸川土手殺人事件」のタイトルで放送された。

#### キャスト（1995年版）
- 浅倉妙子（浅倉の後妻）：石田えり
- 徳永修次（妙子の2番目の夫）：萩原流行
- 浅倉一郎（浅倉の勘当された息子）：赤塚真人
- 鹿本千絵（徳永の同棲相手）：可愛かずみ
- 阿部（亀有東警察署 新人刑事）：佐戸井けん太
- 一色（亀有東警察署 刑事課長）：小沢象
- 村上明男（妙子の最初の夫）：酒井敏也
- 浅倉幸介（資産家）：森塚敏
- 野々村和郎（亀有東警察署 係長）：芦田伸介

#### スタッフ（1995年版）
- 脚本：金子成人
- 監督：大室清
- 選曲：佐古伸一
- 制作主任：林三津良
- 制作デスク：村上研一郎
- 撮影技術：川田万里
- 照明：高濱潤作
- 技術協力：フォーチュン
- 助監督：黒沢淳
- プロデューサー：小橋智子、岡村道範
- 製作：ABC、テレパック

### 2009年版
2009年2月25日に、テレビ東京系列の『水曜ミステリー9』にて放送された（BSジャパンでは2009年3月1日に放送された）。

#### キャスト（2009年版）
- 松井和郎（亀有北警察署刑事課係長・警部補）：小林稔侍
- 松井房子（和郎の妻・弁当屋でパート勤務）：高畑淳子
- 朝倉妙子（朝倉の後妻・バツ2）：川上麻衣子
- 阿部真人（亀有北警察署刑事課新人刑事・和郎とコンビを組む）：蟹江一平
- 徳永洋一（妙子の2番目の夫）：神保悟志
- 中西真澄（バーの雇われママ）：山下容莉枝
- 堀田千絵（スナックのチーママ）：濱田万葉
- 朝倉幸介（被害者・不動産会社社長）：沼田爆
- 朝倉一郎（朝倉の勘当された息子）：松澤一之
- 須藤貴美子（朝倉の娘）：那須佐代子
- 須藤康之（貴美子の夫・イベント会社社長）：池田政典
- 北山（亀有北警察署刑事課課長）：山本龍二
- 戸川本部長（和郎の定年後の再就職先を薦める）：大森博史
- 原田（交番の巡査）：丸岡奨詞
- 村瀬（本庁幹部）：藤田宗久
- 東田（亀有北警察署署長）：立川三貴
- 西岡（亀有北警察署刑事課刑事）：林和義
- ホルモン屋のおかみ：阪上和子
- ホルモン屋の客：岩崎ひろし、加藤満、下総源太朗
- 須藤の会社の事務員：小林千晴
- 須藤家に出向いた寿司の出前：星野健司
- 房子がぶつかった通行人：高柳俊之
- 磯貝（須藤の会社の経理担当兼愛人）：松本圭未
- 房子を騙すニセ不動産屋（真澄のヒモ）：井之上隆志
- その他：俊藤光利、青木隆、山之内龍、白木圭子、上杉隼人、勢堂公大、蓮見陽介、岡由希子、神川真里、赤坂美穂、原口優子、横堀悦夫

#### スタッフ（2009年版）
- 脚本：田辺満
- 監督：福本義人
- 選曲：山川繁
- 音響効果：東洋音響
- 技術協力：アップサイド
- 編集・MA：3one
- チーフプロデューサー：小川治
- プロデュース：只野研治、赤司学文、石川好弘
- 製作：テレビ東京、BSジャパン、オセロット